# جشنة ريتشارد
جشنة ريتشارد أو أبو فصية كبير (الاسم العلمي: Anthus richardi) (بالإنجليزية: Richard's Pipit) هو طائر صغير من الجواثم ينتمي لفصيلة التمرة وأم عجلان (فصيلة: Motacillidae) .

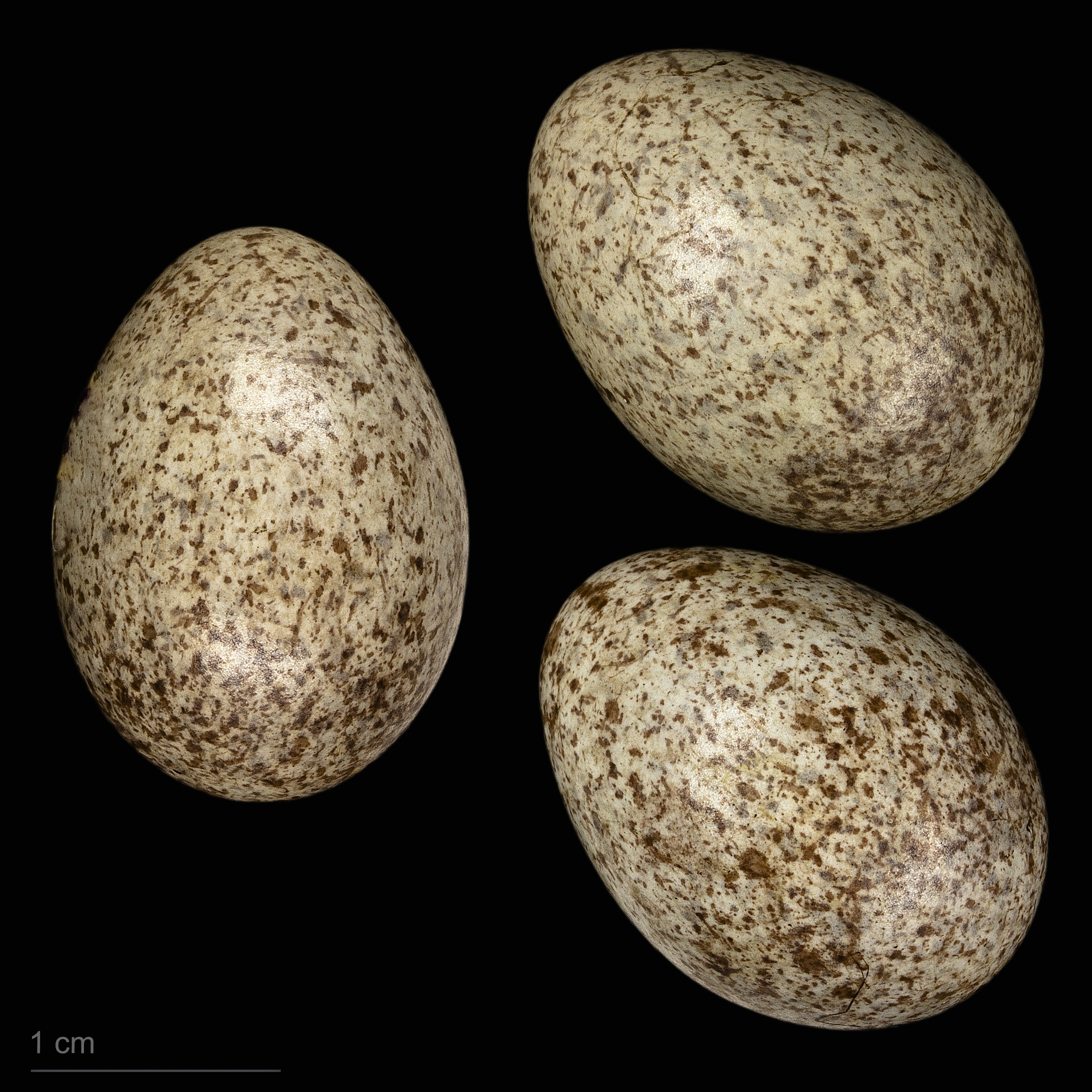
بيض جشنة ريتشارد